# Dialogo sopra la nobiltà
Il Dialogo sopra la nobiltà è un'opera composta da Giuseppe Parini nel 1757, che mette in luce le sue idee illuministe poi riprese nel poema satirico Il giorno.
Si tratta di un breve dialogo immaginario che, ispirato ai toni e alle situazioni dei Dialoghi dei morti di Luciano di Samosata, vede come protagonisti il Poeta e un Nobile, i quali per una circostanza fortuita si ritrovano a condividere la stessa tomba.
All'inizio il Nobile borioso disprezza la miseria e l'oscurità del Poeta, ma questo, con ragionamenti stringenti, gli dimostra che la nobiltà non significa nulla, se non ricordare a memoria i nomi degli antenati ed ottenere un'adulazione interessata. Alla fine il Nobile perde tutte le sue certezze e anzi si rammarica di non aver conosciuto in vita il Poeta, il quale gli avrebbe evitato di vivere secondo i pregiudizi del suo ceto.

## Trama
Come prefazione al “Dialogo” vi è una citazione tratta dal “Saggio sopra l'uomo” di Alexander Pope, nella quale viene negata la presunta superiorità della nobiltà, basata esclusivamente sulla discendenza, e vengono anticipate alcune argomentazioni presenti nel “Dialogo”.
Per un caso fortuito, vengono sepolti vicini un nobile ed un povero poeta. Il nobile, con presunzione, invita lo sgradito compagno ad allontanarsi da lui rispettando la gerarchia sociale, ma il poeta risponde con ironia di non preoccuparsi, poiché ormai è abituato a sentire il cattivo odore che il nobile cadavere emana e quindi non gli dà più fastidio. Il nobile si vanta di aver mantenuto molte persone in vita, mentre il poeta non possedeva un soldo, ma questi risponde dicendo che coloro che il nobile manteneva erano tutti ruffiani, i quali, adesso che è morto, parlano male di lui. Il protagonista continua poi a schernirlo dandogli del tu e gli dice che, poiché egli è stato sepolto nuda e senza una cassa, a differenza del nobile, ora respira l'aria della verità del sottosuolo e quindi può dire solo ciò che considera verità. Il nobile allora accetta di ascoltarlo e lui gli dimostra che la tanto decantata nobiltà in realtà non è nulla. Comincia a dire che il nobile, come il plebeo, è un uomo che ha avuto una nascita da uomo, non diversa da quella di una persona comune. Il nobile ribatte che è diverso il sangue, ma, ribatte il poeta, il sangue di un nobile, come quello di un plebeo, è comunque rosso e liquido e, anche se il sangue “nobile” fosse portatore di virtù e rendesse immune al vizio, esisterebbero comunque uomini virtuosi anche se plebei e uomini viziosi anche tra i nobili, quindi, sostiene il poeta, forse il sangue si è contaminato.
Il nobile allora sostiene di discendere da una famiglia antica, ma il poeta, con ironia, gli fa notare che tutte le famiglie discendono da quella di Adamo, quindi sono tutte antiche allo stesso modo e, quando il nobile si vanta di ricordare il nome di tutti i propri antenati, lui sostiene che allora ha solo una buona memoria ed esistono tra il popolo molti storici che conoscono nomi antichi altrettanto bene. Il nobile allora comincia a vantarsi delle imprese e della potenza dei propri avi, potenza esercitata anche con la violenza nei confronti dei sottoposti; udendo queste cose, per la prima volta il poeta si arrabbia e lo rimprovera di scambiare i vizi per le virtù. Questi ammette di avere torto ma poi sostiene che gli si debba portare rispetto almeno per le azioni gloriose compiute dagli antenati, il poeta, però, gli fa notare che, secondo questo ragionamento, sarebbero da attribuire a lui anche le cattive azioni compiute dai predecessori, cosa che il nobile rifiuta.
Il cavaliere così si convince che la sua nobiltà è nulla, maledice tutti coloro che la hanno esaltata ai suoi occhi e addirittura insiste che il poeta gli dia del tu. Il poeta poi gli spiega cosa sia il rispetto, stato d'animo posto tra l'affetto e la meraviglia, e dice che quello che in vita gli veniva tributato non era rispetto, ma solo adulazione interessata ad ottenere favori. Poi gli rivela che ora, però, il nobile può sentirsi fiero, poiché è finalmente arrivato a conoscere la verità: lui volentieri gliela avrebbe fatta conoscere in vita, se fosse stato ascoltato.
Infine, il nobile gli chiede se la nobiltà aiuti almeno a dare felicità nella vita e il poeta gli spiega che, unita alla virtù, la nobiltà le dà maggior risalto, unita alla ricchezza dà l'illusione di essere superiore ai plebei, ma un nobile povero e senza virtù è la più meschina delle creature, poiché non può mescolarsi al popolo ed abbassarsi a lavorare a causa della nobiltà, ma è troppo povero per partecipare ai banchetti dei nobili senza vergogna, viene quindi deriso sia dai nobili che dal volgo.
Il nobile non può più parlare, poiché la sua lingua è ormai decomposta, e il poeta lo compatisce, poiché in vita non ha mai trovato “uno si coraggioso che avesse ardito di trattarvi una sola volta da sciocco”. Conclude dicendo che, se mai dovesse resuscitare, desidererebbe di essere prima un uomo dabbene, poi sano, poi d'ingegno, poi ricco e solo dopo tutto, "quando non mi restasse più nulla a desiderare (avendo già tutto quello che gli serve per vivere al meglio), e mi fosse pur forza di desiderare alcuna cosa, potrebbe darsi che per istanchezza io mi gettassi a desiderar d’esser uomo nobile, in quel senso che questa voce è accettata presso la moltitudine."

## Rapporto con il periodo storico e culturale
Oltre alla critica dei privilegi della nobiltà, tipica di alcuni Illuministi, nell'opera sono presenti numerosi riferimenti alla cultura classica che, insieme alla scelta di adottare una forma dialogica, testimoniano l'influenza che il Neoclassicismo ha avuto sull'autore.

## Nella cultura di massa
Quest'opera di Parini fu fonte di ispirazione per una nota poesia di Totò: 'A livella.